# Koalice pro Královéhradecký kraj
Koalice pro Královéhradecký kraj je koalice stran působící na regionální úrovni a je složená z Křesťanské a demokratické unie – Československé strany lidové a dalších menších politických uskupení. Poprvé kandidovala Koalice pro Královéhradecký kraj v roce 2008, kdy sdružovala zmíněnou KDU-ČSL a hnutí Nestraníci. Koalice tehdy obdržela 7,68 % platných hlasů a čtyři mandáty v krajském zastupitelstvu.
Pro krajské volby v roce 2012 sdružovala Koalice pro Královéhradecký kraj vedle KDU-ČSL také Hradecký demokratický klub a Volbu pro město. Koalice pro tyto volby vznikla podpisem  smlouvy v lednu 2012. V těchto krajských volbách v roce 2012 získala 12,07 % platných hlasů a obsadila tak sedm mandátů.
Ve stejném složení kandidovala Koalice pro Královéhradecký kraj i o čtyři roky později v krajských volbách roce 2016, kdy dostala 9,75 % hlasů a pět mandátů.

## Složení
| Strana | Strana          | Ideologie             | Pozice        | Zastupitelé (2020) | Účast na koalici       |
| ------ | --------------- | --------------------- | ------------- | ------------------ | ---------------------- |
|        | KDU-ČSL         | Křesťanská demokracie | středopravice | 4/45               | 2008, 2012, 2016, 2020 |
|        | Volba pro město | Regionalismus         | střed         | 0/45               | 2012, 2016, 2020       |
|        | Nestraníci      | nestranická politika  | střed         | 0/45               | 2008, 2020             |

### Bývalí členové
| Strana | Strana                     | Ideologie     | Pozice        | Zastupitelé (2020) | Účast na koalici |
| ------ | -------------------------- | ------------- | ------------- | ------------------ | ---------------- |
|        | Hradecký demokratický klub | Regionalismus | středopravice | 3/45               | 2016             |

## Volební program
Strana prosazuje například zvýšení počtu lůžek v nemocnicích a podporu hospicové péče, vyšší spoluúčast kraje na financování sociální péče, lepší financování škol v kraji a neslučování škol, zlepšit dopravu v kraji (například zavedením mikrobusových spojů pro školáky, zákazem průjezdu kamiónů po některých komunikacích, rekonstrukcí silnici II. a III. třídy a dostavěním dálnic D11 a D35), podporovat ekologické zemědělství či transparentnější nakládání s krajskými prostředky a snazší čerpání krajských dotací.

## Volební výsledky
| Volby | Lídr             | Hlasy  | Hlasy | Mandáty | Mandáty | Pozice | Postavení |
| Volby | Lídr             | Abs.   | %     | Abs.    | ±       | Pozice | Postavení |
| ----- | ---------------- | ------ | ----- | ------- | ------- | ------ | --------- |
| 2008  | Jiří Veselý      | 13.974 | 7,7   | 4/45    | ▼1      | 4.     | Koalice   |
| 2012  | Pavel Bělobrádek | 19.721 | 12,1  | 7/45    | ▲3      | 3.     | Opozice   |
| 2016  | Vladimír Derner  | 15.912 | 9,8   | 5/45    | ▼2      | 4.     | Koalice   |
| 2020  | Pavel Bělobrádek | 14.738 | 8,3   | 4/45    | ▼1      | 5.     | Koalice   |